# Eudes Dagoulou
Eudes Cratia Dagoulou Koziade (Bimbo, 9 febbraio 1990) è un calciatore centrafricano, difensore del Salaise Rhodia.